# Płusy (Mazovie)
Pour les articles homonymes, voir Płusy.
Płusy (prononciation : [ˈpwusɨ]) est un village polonais de la gmina d'Obryte dans le powiat de Pułtusk de la voïvodie de Mazovie dans le centre-est de la Pologne.
Il se situe à environ 4 kilomètres au sud d'Obryte (siège de la gmina), 13 kilomètres à l'est de Pułtusk (siège du powiat) et à 55 kilomètres au nord de Varsovie (capitale de la Pologne).

## Histoire
De 1975 à 1998, le village appartenait administrativement à la voïvodie d'Ostrołęka.